# Поплітник колумбійський
Поплі́тник колумбійський (Thryophilus nicefori) — вид горобцеподібних птахів родини воловоочкових (Troglodytidae). Ендемік Колумбії.

## Опис
Довжина птаха становить 14,5-15 см. Голова і верхня частина тіла тьмяно-оливково-сірі, спина має рудуватий відтінок. Крила поцятковані тонкими чорнуватими смугами, на хвості вони більш широкі. Над очима довгі білі "брови", окаймлені зі очима тонкими чорними смугами. На обличчі чорні і білі смуги. Нижня частина тіла біла, боки сіруваті. Нижні покривні пера хвоста поцятковані широкими чорними смугами.

## Поширення і екологія
Колумбійські поплітники мешкають на півночі центральної Колумбії, на західних схилах Східного хребта Колумбійських Анд, в долині річки Чикамоча та в басейнах річок Согамосо, Суарез і Фонсе, в департаментах Бояка і Сантандер. Вони живуть в чагарниковому підліску сухих тропічних лісів, в заростях Tricanthera gigantea, Acacia farnesiana, Sapindus saponaria і Pithecellobium dulce, а також на краях тінистих плантації кави і какао, поблизу річок. Живляться комахами та іншими безхребетними, яких шукають серед опалого листя. Гніздо має витягнуту форму з трубкоподібним входом, розміщується на дереві, на висоті від 3 до 10 м над землею, часто поряд з гніздом ос.

## Збереження
МСОП класифікує цей вид як такий, що перебуває на межі зникнення. За оцінками дослідників, популяція колумбійських поплітників становить 160-170 дорослих птахів. Їм загрожує знищення природного середовища.